# زتين العليا (زيلايي)
زتین العلیا (بالفارسية: زتین علیا) هي قرية تقع في إيران في قسم زیلایی الريفي. يقدر عدد سكانها بـ 110 نسمة بحسب إحصاء 2016.